# Vilhelm Vett
Vilhelm Vett (født 31. december 1879 i København. død 3. december 1962 i Palma de Mallorca, Spanien) var en dansk sejlsportsmand.
Vilhelm Vett deltog i to olympiske lege. 
Han vandt sølv ved OL 1924 i Paris i 6 meter-klassen sammen med Christian Nielsen og Knud Degn i båden "Bonzo". Førstepladsen gik til den norske båd "Elisabeth V", mens kampen om sølvet stod mellem den danske og den hollandske båd, der begge opnåede fem point i sidste del af konkurrencen. Danskerne fik sølvet, da de var en smule bedre end hollænderne i konkurrencens første del. Sejladserne blev gennemført uden for Le Havre i perioden 21. til 26. juli.
Han gentog bedriften med at vinde sølvmedalje ved OL 1928 i Amsterdam. Han deltog igen i 6 meter-klassen, denne gang sammen med Aage Høy Pedersen, Niels Otto Møller og Peter Schlütter i båden "Hi-Hi". Danskerne blev også denne gang besejret af Norge, der blandt andet havde kronprins Olav i besætningen. Nordmændene vandt tre af de fire første sejladser, mens danskerne vandt de to sidste af de i alt syv sejladser. Skønt danskerne ikke havde klaret sig specielt godt i de fem første sejladser, var sejrene i de to sidste tilstrækkeligt til at holde båden fra Estland bag sig.

## Familie
Vilhelm Vett var søn af Emil Vett, den ene af grundlæggerne af Magasin du Nord.